# Еньмоутъяун
Еньмоутъяун (устар. Ень-Моут-Аун) — река в России, протекает по Нижневартовскому району Ханты-Мансийского АО. Устье реки находится в 8 км по левому берегу реки Лонгеяун. Длина реки составляет 35 км.
В 4 км от устья по левому берегу реки впадает река Выеяй.

## Данные водного реестра
По данным государственного водного реестра России относится к Верхнеобскому бассейновому округу, водохозяйственный участок реки — Обь от впадения реки Вах до города Нефтеюганск, речной подбассейн реки — Обь ниже Ваха до впадения Иртыша. Речной бассейн реки — (Верхняя) Обь до впадения Иртыша.
Код объекта в государственном водном реестре — 13011100112115200043645.